# Nordiska investeringsbanken

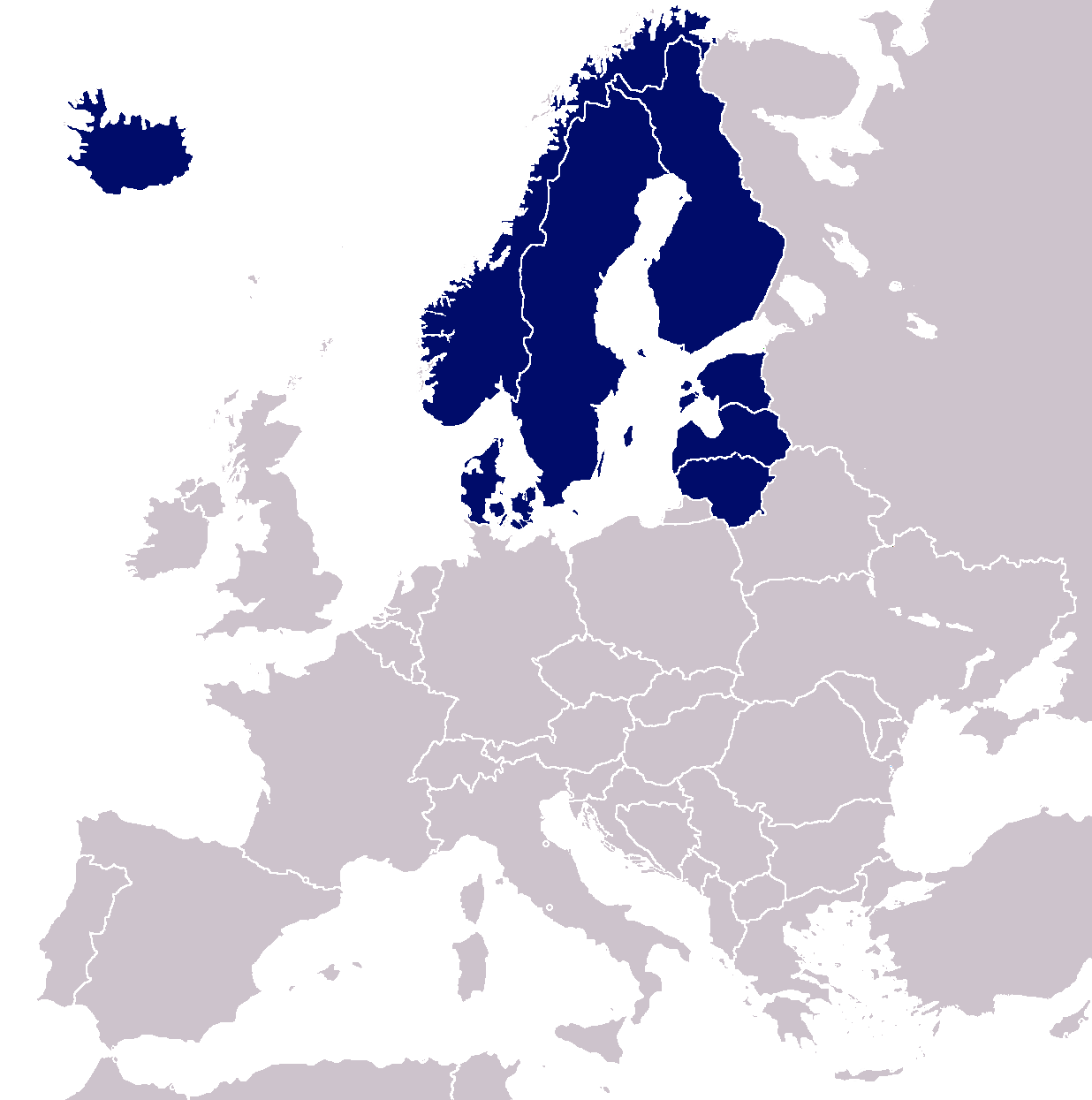
NIB:s medlemsländer sedan 2005

Nordiska investeringsbanken (NIB) är de nordiska och baltiska ländernas internationella finansinstitution med huvudkontor i Helsingfors. NIB finansierar projekt som ökar konkurrenskraften och gynnar miljön. 
NIB inledde sin verksamhet år 1976 och idag är banken en internationell finansinstitution som ägs av de åtta medlemsländerna Danmark, Estland, Finland, Island, Lettland, Litauen, Norge och Sverige.
Banken beviljar långfristiga lån och garantier på marknadsmässiga villkor till sina kunder inom den offentliga och privata sektorn. NIB:s finansieringsverksamhet fokuserar på följande affärsområden
- Energi och miljö;
- Infrastruktur, transport och telekommunikation;
- Industri och service;
- Finansinstitutioner och SMF.

Projekt som NIB avser att finansiera utvärderas ur ett hållbarhetsperspektiv där projektens inverkan på konkurrenskraft och miljö analyseras. NIB har utlåningsverksamhet såväl inom medlemsländerna som på tillväxtmarknaderna.
Verksamheten styrs av en internationell överenskommelse mellan medlemsländerna, samt därtill anslutna stadgar.
Banken anskaffar medlen för sin utlåning genom upplåning på de internationella kapitalmarknaderna.